# کی‌یر مایتلند
کیر مایتلند (به انگلیسی: Kier Maitland) (زادهٔ ۱۶ نوامبر ۱۹۸۸) شناگر اهل کانادا است.